# 岐阜県道350号野上古井線
岐阜県道350号野上古井線（ぎふけんどう350ごう のがみこびせん）は、岐阜県加茂郡八百津町から同県美濃加茂市に至る一般県道である。

## 概要

### 路線データ
- 起点：岐阜県加茂郡八百津町野上（国道418号交点）
- 終点：岐阜県美濃加茂市森山町3丁目（国道41号・岐阜県道348号山之上古井線交点）

## 歴史
- 1977年（昭和52年）2月27日 ： 認定[1]

## 路線状況

### 主要構造物
- 青柳橋（飛騨川）

## 地理

### 通過する自治体
- 岐阜県
  - 加茂郡
    - 八百津町

  - 美濃加茂市

### 交差する道路
- 国道418号（野上交差点）
- 旧岐阜県道365号和知兼山停車場線（兼山橋北交差点）
- 岐阜県道351号御嵩川辺線（八百津町和知地内）
- 岐阜県道381号多治見八百津線（下渡橋北交差点）
- 岐阜県道64号可児金山線（下米田町今交差点）
- 岐阜県道371号美濃加茂川辺線（益田街道）・岐阜県道348号山之上古井線（森山3丁目交差点）

## 周辺
- 兼山ダム
- 木曽川
- 八百津町立和知小学校
- 八百津町役場 和知出張所
- 和知郵便局
- 飛騨川
- JR高山本線 古井駅